# Les Horribles Cernettes
Les Horribles Cernettes (pronunciación en francés: /le.z‿ɔʁiblə sɛʁnɛt/, cuya denominación puede ser igualmente "Las Horribles Chicas CERN ") es un grupo musical femenino parodia, auto titulado "la única y exclusiva banda de Rock de Alta Energía", compuesto y fundado por empleados del CERN y de otros organismos de investigación en física de alta energía. Su estilo musical se ha descrito como doo-wop. Las iniciales de su denominación como grupo son LHC, que coinciden con la denominación Large Hadron Collider que fue fundado posteriormente en el CERN. Una imagen de Les Horribles Cernettes es considerada por historiadores de internet como la primera fotografía publicada en el World Wide Web en 1992. En esta famosa foto se representa a los componentes del grupo, de izquierda a derecha se encuentra: Angela Higney, Michele de Gennaro, Colette Marx-Neilsen, Lynn Veronneau. 

## Historia
La banda Les Horribles Cernettes fue fundada en 1990 por Michele de Gennaro, una diseñadora gráfica del CERN, que inspirada por las dificultades que suponía mantener una relación romántica por culpa del trabajo por turnos rotativos de una física. Ella le atrajo por primera vez durante un evento festivo del CERN Hardronic Festival, al cantar "Collider", una especie de canción melancólica sobre la soledad de las noches de trabajo como física de altas energías: 

I gave you a golden ring to show you my love

You went to stick it in a printed circuit

To fix a voltage leak in your collector

You plug my feelings into your detector

You never spend your nights with me

You don't go out with other girls either

You only love your collider

Your collider.

El grupo fue formado por Silvano de Gennaro, un analista en ciencia de computación en un departamento del CERN, quien escribió algunas canciones adicionales para que fuesen representadas por el grupo. La fama de Les Horribles Cernettes creció y fueron invitadas a conferencias internacionales así como a la Expo '92 en Sevilla, así como a celebraciones especiales como la concesión del premio Nobel de Georges Charpak. La presencia del grupo fue cada vez mayor en los medios, de esta forma se tienen apariciones en los periódicos como The New York Times, The Herald Tribune, La Tribune de Genève, y el CERN Courier. El estilo de la banda fue modificando con el tiempo, a pesar de todo continuaron denominándose igual hasta el 21 de julio de 2012, que es considerado el final de la banda ocurrido durante el CERN's Hardronic Festival en Suiza.
Fue precisamente Silvano de Gennaro quien afirmó que la foto representando a las cantantes del grupo Les Cernettes fue la primera foto en ser subida a la World Wide Web:

"En 1992, tras el show del CERN Hardronic Festival, mi colega Tim Berners-Lee me preguntó por fotos escaneadas de "las chicas del CERN" con el objeto de publicarlas en algún sistema de información que se encontraba desarrollando, denominado "World Wide Web". Yo, por aquel entonces tenía una idea vaga de lo que era, pero como había escaneado algunas fotos con mi Mac se las envié por FTP a Tim en su ahora famoso "info.cern.ch". No sabía que esta foto sería un hito en la historia de internet al ser la primera foto que se podía ver en un navegador web"

Silvano tomó la foto el 18 de julio de 1992. La banda se disolvió tras el cambio de destino de Silvano y Michele a finales de julio de 2012, tras su actuación en el 21 CERN Hardronic Festival.

## Títulos
Algunos de los títulos de las canciones:
- Liquid Nitrogen
- Daddy's Lab
- My Sweetheart is a Nobel Prize
- Surfing on the Web
- Antiworld
- Collider
- Strong Interaction
- Computer Games
- Microwave Love

Se presentaron nuevas canciones en 2007 en el CERN 2007 Hardronic festival:
- Big Bang
- Mr. Higgs
- Every Proton of You